# Kornalijnslijper
Kornalijnslijper is een van oorsprong Nederlandse achternaam. De naam komt van de doorschijnende chalcedoonvariëteit kornalijn, dat tegenwoordig meestal carneool genoemd wordt.
De eerste naamdrager was ene Tobias Benjamin Kornalijnslijper (1740-1831), die zijn achternaam in 1811 bij de verplichte naamsaanneming koos.

## Aantallen naamdragers

### Nederland
In Nederland kwam de naam in 2007 53 keer voor. De grootste concentratie woonde toen in Enkhuizen waar 11 mensen met deze achternaam leefden. 

### België
In België kwam de naam zowel in 2008 als in 1998 niet voor.